# Льонець кавказький
Льонець кавказький, кіксія кавказька (Kickxia caucasica) — вид трав'янистих рослин родини подорожникові (Plantaginaceae).

## Опис
Однорічна рослина 10–40(50) см заввишки. Рослина густо шерстисто запушена. Листки густо вкриті довгими волосками, чергові, з черешками 2–5 мм завдовжки. Пластинка нижніх листків широко-яйцеподібна, з кількома великими зубцями. Чашолистки густо волосисто запушені. Віночок 7 мм довжиною, жовтий, з темно-лілового верхньою губою.

## Поширення
Поширений в Україні, Росії, Азербайджані.
В Україні вид зростає по річкових берегах, садах — у південному Криму і передгір'ях. Занесено в Запорізьку область.

## Використання
Зелені частини і коріння K. caucasica, як водянистий настій і відвар, використовуються в традиційній медицині Азербайджану як кровоспинний засіб. Листки K. caucasica містять похідні пірогалолу.